# Fehraltorf
Fehraltorf est une commune suisse du canton de Zurich.

Photo aérienne prise par Walter Mittelholzer (1920).

## Histoire
Les haute et basse justices dépendent du bailliage de Kybourg.